# Dichaetomyia antennata
Dichaetomyia antennata este o specie de muște din genul Dichaetomyia, familia Muscidae. A fost descrisă pentru prima dată de Stein în anul 1918.
Este endemică în Taiwan. Conform Catalogue of Life specia Dichaetomyia antennata nu are subspecii cunoscute.